# 葉爾馬克·齊莫菲葉維奇
葉爾馬克·齊莫菲葉維奇（俄语：Ерма́к Тимофе́евич，1532年—1585年8月14日），橫行於伏爾加河與頓河地區的哥薩克首領，其作為沙俄征服西伯利亞的先遣者而聞名後世，在他帶領之下開啟的西伯利亞遠征為俄罗斯沙皇国以及日後俄罗斯帝国開拓並殖民西伯利亞的第一步。

## 生平
葉爾馬克原名叫瓦西里·季莫菲耶維奇，據說其從小就臂力過人，能說會道。成年後因不滿貧窮潦倒的生活，他便出走到伏爾加河、頓河一帶游蕩。輾轉過一些雜工後，他很快加入了當地的哥薩克，幹起打家劫舍。由於他身強力壯又有組織才能，很快就做到一個哥薩克鎮的首領位置，名聲也逐漸起來而遠近各地沒有不知其人的。據西伯利亞的一些編年史記載，他所指揮的哥薩克隊發展很快，有時達數千人，常出沒於伏爾加河及頓河中下遊、里海北岸廣大地區，在這一帶經常搶劫商旅、攔截商船，還有次公然殺死諾蓋汗國派去沙俄的使臣，更襲擊過沙皇的官船。由於劫掠活動干擾到沙俄南方的貿易，且嚴重威脅到邊境安全，伊凡四世對其異常憤怒，曾諭令懸賞葉爾馬克的首級。
1579年，他接受了俄國貴族斯特罗加诺夫家族的私下召募，率領聯軍首征西伯利亞。1582年率軍佔領西伯利亞汗國首都喀什里克（Sibir，今托博尔斯克附近），之後繼續致力於追擊韃靼人。庫楚汗為伏擊葉爾馬克等侵略者散佈假情報，引誘對方長途跋涉到瓦蓋河，於1585年8月14日午夜乘其於河畔熟睡之際、果斷出擊，全殲葉隊伍三百人，葉本人在慌亂逃離時失足落水，被所穿兩副笨重的鎧甲拖累而淹死，屍首於一個星期後於下游被韃靼人尋獲。